# Chronologie de l'incendie de l'usine Lubrizol à Rouen et de ses conséquences
Pour un article plus général, voir Incendie de l'usine Lubrizol à Rouen.
Cet article relate la chronologie de l’incendie de l'usine Lubrizol à Rouen et de ses conséquences.
L’incendie a eu lieu le 26 septembre 2019 dans une usine de produits chimiques de la société Lubrizol classée Seveso II seuil haut (« à haut risque »). Cette usine synthétise et stocke des produits chimiques (phosphorés et organosulfurés) destinés à être utilisés comme additifs pour lubrifiants. À la suite de l’incendie, un épais panache de fumée noire s'est formé, atteignant plus de 20 km.
La première journée est consacrée à la maîtrise de l’incendie et à la mise en place de mesures de protection de la population et de l’environnement. Malgré une communication des autorités qui se veut rassurante au vu des premières mesures réalisées, les craintes de la population tant en matière de santé que d’environnement s’amplifient et la parole publique peine à être entendue. La publication le 1er octobre 2019 de la liste des produits présents sur site ne contribue pas plus à rassurer la population à tel point qu’avant la fin de la première semaine suivant l’événement, le tribunal de Rouen est saisi de plusieurs plaintes, une mission d’information parlementaire est créée, le mécontentement de plusieurs professions impactées s'exprime de diverses manières.

## Semaine 1

### Jeudi 26 septembre 2019

#### Déclenchement de l'incendie (jour J)
Un incendie se déclare le jeudi 26 septembre 2019 aux alentours de 2 h 40 supposément au sein de l’usine Lubrizol frappant les installations d’enfûtage et d’entreposage de l’usine ainsi qu'un entrepôt voisin n’appartenant pas à l’entreprise,, mais à la société SCMT (Société commerciale de magasinage et de transports). L'origine formelle du feu n'est pas établie. Dans un communiqué le site officiel du groupe industriel émet l'hypothèse que celle-ci puisse être extérieure au site, sans publier d'éléments pour appuyer cette déclaration, mise en doute par certains médias.

#### Cellules de crise
Le préfet de la Seine-Maritime déclenche immédiatement[Quand ?] le plan particulier d'intervention de zone (PPI) et ouvre un centre opérationnel départemental (COD) en préfecture où l'ensemble des services de l’État sont regroupés pour gérer l'événement. Un Centre d'information au public (CIP) est également installé en préfecture, avec un numéro d'appel gratuit (02 32 76 55 66). À 15 heures, le CIP avait enregistré plus de 1 200 appels.
Parallèlement, les communes concernées, une fois informées, déclenchent également leur PPI et mettent en place respectivement une cellule de crise. Pour Le Petit-Quevilly, la chronologie est la suivante :
- 4 h 15 appel téléphonique de la Police nationale au cadre d’astreinte de la ville, informant de l'accident et demandant la pose d'un barriérage de sécurité du périmètre concerné,
- le cadre informe le directeur général, qui informe Charlotte Goujon, la maire, et le chef du service sécurité.
- 4 h 45. le cadre d'astreinte est devant l'usine en feu
- 5 h 00 les riverains les plus proches du site sont confinés dans leur domicile par les forces de l'ordre et les pompiers
- 6 h 00, une cellule de crise est en place à la mairie.

Devant cette chronologie, la maire estime avoir été tardivement et pas correctement informée .

#### Alerte de la population
À 6 h 11, la ville du Petit-Quevilly utilise son système d’alertes par SMS et appel vocal de la société Cedralis qui a diffusé et parfaitement répondu aux attentes de la collectivité, auquel sont abonnés les habitants qui le souhaitent (6 770 foyers selon le site de la commune). Mais pour la maire  « il y a eu des explosions bien plus tôt. Les habitants ont pris peur dès 5 h 15, 5 h 30 du matin. Certains ont mis leur famille dans leur voiture et sont partis en catastrophe.» .
À 7 h 10, la préfecture de Seine-Maritime annonce qu'elle va déclencher les sirènes d'alerte à 7 h 45 dans un but d’alerter la population. Les sirènes, que l'on peut entendre le premier mercredi de chaque mois, sont un des vecteurs d’information du Système d'alerte et d'informations aux populations (SAIP), qui permet d’avertir la population d’une zone donnée, d'un danger imminent et de l’informer sur la nature du risque et le comportement à tenir. Elles sont complétées par un service de diffusion de l'alerte à des opérateurs dont certains médias, qui doivent relayer avec leurs propres moyens les informations. Ces sirènes sont déclenchées entre « 8 heures et 8 h 10 » à Rouen, selon Delphine Favre, de l'Association nationale des collectivités pour la maîtrise des risques technologiques majeurs. Il apparaît toutefois que toute la population n’a pas entendu ces sirènes.
La mairie de Petit-Quevilly relaie quant à elle à 7 h 30 l'information de confinement de la population dans un rayon de 500 m autour du site et de fermeture des écoles Joliot-Curie et Jean-Baptiste Clément.
À 7 h 37, la Ville de Rouen met un communiqué sur son site web.

#### Premières mesures de protection de la population et de l’environnement
- Mise à l'arrêt des activités du site, imposant l’arrêt des activités du site et sa mise en sécurité et imposant à l’exploitant de mettre en sécurité son site (collecter et évacuer les eaux polluées à la suite de l’incendie, évacuer les déchets) et d’assurer les actions nécessaires garantissant l’absence d’intrusion sur site et la maîtrise des accès, le tout à ses frais. * Définition d'une stratégie pour la mise en place d’une surveillance environnementale post-accidentelle
- Mis en place d’un barriérage de sécurité pour protéger le périmètre de confinement de 500 m défini et restrictions de circulation en conséquence ;
- Diffusion de conseils à la population
- Fermeture des écoles les 26 et 27 septembre, mise à l'abri des EHPAD et des crèches ;
- Recommandations aux éleveurs et aux agriculteurs
- Déclenchement du plan Polmar, un dispositif déclenché en cas de pollution maritime accidentelle qui prévoit notamment la mise en place de « barrages antipollution »[14],[15]

### Samedi 28 septembre 2019 (J + 2)
Le préfet annonce la mise en place d’une cellule post-accident technologique pour prendre le relais de la cellule de crise mise activée lors de l’accident. Les missions qui lui sont confiées portent sur l’évaluation de la situation, l’organisation des campagnes de prélèvements dans les différents milieux environnementaux (air, eau, sols) et le suivi sanitaire de l’événement en lien avec Santé Publique France.

### Mercredi 2 octobre 2019 (J + 6)
La Conférence des présidents de l'Assemblée nationale décide d’ouvrir une mission d’information sur l’incendie de l’usine Lubrisol.

## Semaine 2 (3-9 octobre 2019)

### Actions des autorités

#### Décontamination du site
Le préfet de la région Normandie, Pierre-André Durand, fait un point de situation le jeudi 3 octobre sur les opérations de décontamination du site. Il déclare que des pompage massifs des boues d'hydrocarbures sont en cours et « auront permis en fin de semaine de résorber totalement ce qu’on appelle la petite nappe » située à proximité du hangar des fûts. « Le travail se poursuivra la semaine prochaine pour terminer la grande nappe». Il va durer encore plusieurs semaines vraisemblablement. Des brumisateurs ont en outre été installés « pour accompagner ces opérations et limiter le plus possible les problématiques d’odeurs». Le préfet note « des résultats très significatifs sur Rouen et [pense] que pour la population c’est quelque chose de très précieux, tant ces odeurs étaient incommodantes, dérangeantes et j’ajoute anxiogènes » .
Lors du point de presse du 4 octobre, la préfecture révèle que trois entrepôts de l’entreprise voisine de Lubrizol, Normandie Logistique, ont brûlé, un entièrement, et deux partiellement,. Normandie Logistique hébergeait temporairement des produits en provenance de l’usine Lubrizol. Deux de ses entrepôts ont en effet brûlé, sans que l’on sache formellement la quantité de produits impliqués. Le préfet  annonce l’ouverture d’une enquête administrative pour déterminer si cette situation était normale ou non.

#### Connaissance des produits chimiques impliqués dans l'incendie
Le 4 octobre, le préfet annonce que la liste de produits publiée le 1er octobre est incomplète. En effet, concomitamment à l'incendie du site de Lubrizol, les entrepôts de l'usine voisine, Normandie Logistique, non classée Seveso, ont également brûlé. Sur ses trois entrepôts de stockage, contenant 9 050 tonnes de marchandises, un a entièrement brûlé et deux ont été partiellement détruits. Or, contrairement à Lubrizol, l’entreprise n’a pas été capable (au 4 octobre 2019) de dire précisément quels produits avaient brûlé et en quelle quantité. Selon le préfet « ce site, créé en 1947, est un peu ce qu'on appelait avant des magasins généraux ». Il rajoute toutefois que  cette entreprise hébergeait également des produits « de chez Lubrizol ». « Ils étaient là de manière déportée, avant d'être rapatriés sur le site de Lubrizol », et annonce l’ouverture d’une enquête administrative pour savoir si cette situation était « régulière ou pas ». La préfecture communique ainsi sur son site de nouvelles informations sur de nouveaux produits susceptibles d’avoir brûlé. Les 9 050 tonnes de produits stockés dans les trois bâtiments de Normandie Logistique au 26 septembre se répartissent en : 4 157 tonnes de produits Lubrizol (des matières premières et des produits finis) et 139 tonnes de produits Total (des asphaltes), soit un peu moins de 4 300 tonnes, et des produits divers à hauteur d’un peu moins de 4 750 tonnes (des produits alimentaires, tels que la gomme arabique, ou des produits tels que de la magnésie ou de la bauxite). Cette nouvelle information fait réagir des associations écologiques qui ne comprennent pas pourquoi Normandie Logistique n’a pas été incluse dans la zone Seveso pour la soumettre à des contrôles.

### Enquêtes

#### Commission parlementaire sénatoriale
Le jeudi 3 octobre, le président LR du Sénat, Gérard Larcher, déclare sur LCI qu'une commission d'enquête parlementaire diligentée par le sénat sera créée « dans quelques jours » pour une durée maximale de six mois, aux prérogatives plus larges que la mission d’information de l'Assemblée nationale. Cette commission d’enquête, dite transpartisane, est créée au Sénat le 10 octobre 2019. Son objet est d'évaluer l'intervention des services de l'État dans la gestion des conséquences environnementales, sanitaires et économiques de l'incendie de l'usine Lubrizol à Rouen, de recueillir des éléments d'information sur les conditions dans lesquelles les services de l'État contrôlent l'application des règles applicables aux installations classées et prennent en charge les accidents qui y surviennent ainsi que leurs conséquences et afin de tirer les enseignements sur la prévention des risques technologiques.

### Conséquences sanitaires et environnementales
L'Institut national de l'environnement industriel et des risques confirme devant la presse qu'il est « possible que l'incendie ait conduit à l'émission de dioxine ». Les premiers résultats relatifs à la dioxine (partiels et peu nombreux) sont communiqués par la préfecture ce jour sur son site. Les valeurs mesurées sous le panache sont soit inférieures soit supérieures au bruit de fond mais dans un ordre de grandeur comparable (les résultats vont de 0,04 à 0,20 nano-gramme d’équivalent dioxine par mètre carré ; alors que le « blanc » a été mesuré à 0,06). La préfecture précise que des résultats complémentaires sont nécessaires pour approfondir les premières observations.

### Conséquences économiques

#### Crise agricole
Le 7 octobre est installée une « cellule départementale de crise agricole ». Elle se compose, dans sa formation plénière, de représentants des organisations professionnelles agricoles, des établissements bancaires, d'assurance et de gestion, des structures d'appui aux exploitations, des collectivités territoriales et des administrations et opérateurs publics. Elle vise à faire le point de la situation exceptionnelle que rencontrent les exploitations concernées par les mesures de consignation des productions décidées à titre conservatoire et par précaution, dans l'attente de l'évaluation menée par l'ANSES, qui doit se prononcer le 11 octobre.

### Réactions

#### Gens du voyage
Une tribune publiée par un collectif des gens du voyage publiée le 1er octobre met en exergue la problématique de l’aire d’accueil des gens du voyage du Petit-Quevilly, qui dispose de 25 emplacements et accueille 70 personnes. Située à 500 mètres à l’ouest de l’usine, elle n’a pas été sous le panache de fumée et n’a pas subi de retombées de suies, mais les personnes présentes ont été incommodées par les odeurs sans pouvoir formellement se confiner. Or la construction d’un local de confinement est explicitement prévue pour ce type de dispositif dans les recommandations en date 25 janvier 2018 du PPRT relatif aux sites de Rubis terminal et de Boréalis, dans le périmètre d’exposition aux risques desquels se trouve cette aire d’accueil des gens du voyage,.
La métropole de Rouen assure le 3 octobre que les travaux devraient commencer en 2020
.

#### SNIIM
Le syndicat national des ingénieurs de l’industrie et des mines (SNIIM), dans un communiqué paru le 4 octobre, met en cause dans ce contexte les évolutions des contrôles des installations industrielles : « L’impact des réformes successives de l’État sur le travail des inspecteurs doit clairement être questionné. »  Selon le SNIIM, l’expertise des ingénieurs de l’environnement, - certains agissent en tant qu'inspecteurs des installations classées-  doit être  « plus indépendante dans une organisation stable et plus visible aux yeux du public »..

## Semaine 3 (10-16 octobre)

### Actions des autorités

#### Comité pour la transparence et le dialogue
Poursuivant sa politique de transparence souhaitée par Edouard Philippe, le gouvernement met en place le vendredi 11 octobre 2019 un « comité pour la transparence et le dialogue », réunissant élus, industriels, associations, organisations professionnelles et syndicales, acteurs économiques, services de santé et représentants du monde agricole. Elisabeth Borne, qui a fait le déplacement à Rouen Agnès Buzyn et Didier Guillaume, ministres respectivement chargés de l'environnement, de la santé et de l’agriculture et de l’alimentation pour la première réunion se rendent pour son installation déclare que ce comité « a vocation à associer l’ensemble des acteurs du territoire afin d’assurer un suivi, dans la durée, des conséquences de la catastrophe industrielle et de partager toutes les informations ».

#### Accompagnement de la population
Le 11 octobre, le Comité local d'aide aux victimes (CLAV) de la Seine-Maritime se réunit sous la présidence du préfet de la Seine-Maritime et du procureur de la République près le tribunal de grande instance de Rouen et en présence de Mme Élisabeth Pelsez, déléguée interministérielle à l’Aide aux victimes, afin de passer en revue les différents dispositifs mis en place à la suite du sinistre. Dans le prolongement du travail qu’elle avait déjà engagé, il est demandé à l’Association d’aide aux victimes et d’information sur les problèmes pénaux (AVIPP) d’organiser avec le soutien de l’Association des maires de la Seine-Maritime, des permanences à l’échelle des communes touchées afin d’accompagner et orienter les personnes qui en ressentiraient le besoin. Le Barreau de Rouen a proposé son soutien dans le cadre de cette démarche.

#### Information sur les produits brûlés
Le lundi 14 octobre, le préfet communique la liste complète des produits brûlés lors de l’incendie sur le site de l'entreprise Normandie Logistique (NL). Selon un document publié lundi sur le site de la préfecture le tonnage de produits brûlés s’établit désormais à 9 505 tonnes se répartissant en 4 252 tonnes de produits chez Normandie Logistique, parmi lesquels 1 691 tonnes de produits Lubrizol  et  5 253 tonnes de produits sur le site de Lubrizol lui-même. Sur les trois bâtiments de Normandie Logistique, un a brûlé intégralement et deux partiellement. Parmi les produits brûlés, figurent également : plus de 65 tonnes de produits Total, 111 pneus, 2 chariots élévateurs et 914 kg de cire d’abeille.

### Conséquences sanitaires et environnementales

#### Mauvais résultats d'analyses pour certains pompiers intervenus sur zone
Selon le journal Le Monde du 16 octobre, certains pompiers intervenus sur l'incendie du site Seveso le jeudi 26 septembre présentent des analyses biologiques anormales. À l’issue d’un comité d'hygiène, de sécurité et des conditions de travail (CHSCT) extraordinaire organisé le 1er octobre, des analyses sanguines ont en effet été prescrites à tous les pompiers engagés sur le feu, à savoir près de 900 agents. Pour une dizaine d'entre eux, les bilans sanguins présentent des résultats anormaux pour le foie avec des niveaux de transaminases (enzymes présentes dans les cellules) trois fois supérieurs à la normale. Ils présentent également des perturbations de la fonction rénale. Pour le commandant Chris Chislard, porte-parole du Service départemental d'incendie et de secours de Seine-Maritime (Sdis 76), « il n'y a pas forcément de lien avec l'exposition sur le site de Lubrizol. […]Seule la deuxième prise de sang, réalisée à J+31, nous montrera s'il y a un écart qui pourrait être significatif d'une exposition à Lubrizol ». Certains pompiers envisagent de porter plainte,.

### Conséquences économiques

#### Crise agricole
Selon Les Échos, un accord aurait été trouvé par l'Etat avec Lubrizol pour que l'entreprise indemnise les 450 éleveurs contraints de détruire leur production de lait depuis le début des restrictions, soit près de 700 000 litres. L’exploitant a consenti à créer un fonds de solidarité, abondé à hauteur de 50 millions d'euros, pour couvrir les pertes subies par tous les agriculteurs et les autres secteurs non agricoles touchés. Cet accord entre l'Etat et le Fonds de mutualisation des risques sanitaires et environnementaux (FMSE) a été officialisé ce vendredi 11 octobre. Ce fonds a été constitué officiellement le 24 septembre 2013, à la suite d'une décision de la Communauté européenne qui a souhaité donner aux États la possibilité de se doter d’un outil de gestion des risques sanitaires (tant sur les productions animales que végétales) et environnementaux (liés à une pollution industrielle notamment).
Les résultats des mesures de l'ANSES sont publiés le vendredi 11 octobre et sont bons. Néanmoins les restrictions sur les exploitations agricoles prises sur 112 communes et qui concernent 280 producteurs de laits en Seine-Maritime ne sont pas levées dans la journées et devraient l'être en début de semaine suivante. Une trentaine d'exploitants se rassemblent vendredi soir devant la préfecture de Seine-Maritime et déversent symboliquement du lait, réclamant la fin de l'arrêté préfectoral, en place depuis le 28 septembre.
Le lundi 14 octobre, le préfet de Normandie annonce la reprise de la collecte du lait pour les exploitants, au vu des résultats des analyses de l’Anses. 130 prélèvements de lait ont été réalisés sur une période entre trois et onze jours après l'incendie. L’ANSES indique que les résultats « ne montrent pas de dépassement des teneurs maximales réglementaires » pour divers contaminants, tout en soulignant que « toutefois des éléments d'incertitudes demeurent quant au risque de contamination du lait par les retombées de l'incendie et recommande des travaux supplémentaires »,,.
Les analyses sur des fruits et légumes sont également jugées « conformes » le 16 octobre, mais le préfet de Seine-Maritime attend que ces résultats soient validés par l'ANSES, pour lever les restrictions sur ces produits.

### Réactions

#### Manifestations
2 000 manifestants défilent le samedi 12 octobre (1 050 selon la police) pour exprimer leur inquiétude pour l'avenir et leur méfiance pour la communication officielle. Le cortège est constitué de représentants syndicaux, d'habitants de l'agglomération de Rouen et de gilets jaunes. Il s'agit de la troisième manifestation organisée à Rouen depuis l'accident,.

## Semaine 4 (17-23 octobre)

### Action des autorités

#### Dépollution du site
Le 18 octobre 2019, le préfet communique sur l’avancement des opérations de dépollution du site. L’équipement provisoire de confinement de 1000 m2 en dépression d’air recouvrant entièrement la zone des fûts est en place. L’air capté dans cette structure fait l’objet d’un traitement d’odeur. Le traitement des fûts pourra commencer à compter du 22 octobre. Dans ce dispositif étanche et pressurisé, un robot commandé à distance par du personnel qualifié, de la société Perfo Sciage Diamant (PSD) installée à La Vaupalière près de Rouen et spécialisée dans les démolitions complexes, manipulera chacun des fûts pour une neutralisation sur place. Il triera, traitera et neutralisera les matières pour préparer leur évacuation. Les matières ainsi traitées seront acheminées par camion-citerne. Les fûts vidés seront transportés dans des bennes étanches par voie routière. Les matières et contenants seront détruits dans des centres de traitement agréés. L’ensemble de cette opération durera environ 2 mois,.

#### Injonction à NL Logistique
Le 18 octobre, la préfet de Seine-Maritime, constatant que les odeurs en provenance du site NL Logistique persistent et qu'un des bâtiments menace de s'effondrer, émet un arrêté préfectoral enjoignant à la société NL Logistique de faire cesser les odeurs pour le 21 octobre et de mettre en sécurité l'ensemble des bâtiments pour le 31 octobre au plus tard.

### Conséquences économiques

#### Crise agricole
Les dernières restrictions de commercialisation des produits agricoles sont levées le 18 octobre.

### Enquêtes

#### Audition du DREAL: une défaillance administrative de Normandie Logistique
Lors de son audition devant la mission d’information de l’Assemblée nationale, Patrick Berg, directeur régional de l'environnement, de l'aménagement et du logement, informe que le rapport d’inspection sur Normandie Logistique a été finalisé [le 22 octobre] et les conclusions ont été transmises au préfet et à la ministre concernée et un procès-verbal comportant le relevé de plusieurs infractions pénales a également été transmis au parquet, sans préciser la nature de ces infractions. Il précise qu’il y a eu « défaillance administrative ». Cette entreprise est en effet juridiquement une installation classée ICPE soumise à enregistrement sauf que, à défaut de s’être manifestée après une modification des textes en 2010, ils sont restés connus de l’administration comme ICPE soumise à déclaration, un niveau inférieur de classement.

#### Auditions du PDG de Lubrizol: se veut rassurant
Auditionné devant la mission d’information et la commission d'enquête sénatoriale, M. Schnur, PDG de l’entreprise Lubrizol, a voulu rassurer la population en déclarant souhaiter « être de bons voisins » et « regagner la confiance » des habitants en annonçant en particulier que la zone de stockage des produits brûlés  serait reconstruite dans un site « en dehors de Rouen » et en promettant des aides aux agriculteurs. Il affirme que « Ces substances ne posent aucune menace sur la santé – ni à court terme ni à long terme – en dehors de l’irritation passagère provoquée par la fumée », tout en précisant qu’il est chimiste et pas toxicologue. Il réaffirme par ailleurs, comme il l’avait déclaré quelques semaines auparavant, que l’origine du feu ne proviendrait pas de l'intérieur de son usine, mais de l'extérieur, une affirmation que les dirigeants de Normandie Logistique avaient nié lors d’une conférence de presse organisée le 10 octobre.
Concernant les révélations du Monde sur un rapport de 2010 sur la problématique des sous-traitants commanditée par le Club Maintenance Normandie, une structure issue de la chambre régionale du commerce et de l’industrie qui réunit les professionnels de la maintenance industrielle, pour faire le point sur les questions de sécurité, le PDG affirme que les sous-traitants travaillant pour Lubrizol suivaient les mêmes règles de sécurité édictées pour l’usine et les produits manipulés. Ce rapport mettait en effet en exergue que sur l’ensemble des sous-traitants de la région interrogés (plus de 500), un quart d’entre eux reconnaissait (en 2010) taire des dysfonctionnements par crainte de sanctions,
.

#### Audition du directeur du SDIS: le récit de l’intervention des pompiers
Jean-Yves Lagalle, directeur du service départemental d'incendie et de secours de Seine-Maritime, qualifie l'incendie de « hors norme » lors de son audition le mercredi 23 octobre à l'Assemblée nationale. Il précise que c'est à 2 h 39 que le SDIS a été alerté par la société Triadis, la société Seveso seuil bas, voisine de Lubrizol. A 2 h 40, l’opérateur du SDIS appelle la société Lubrizol et est en communication avec le gardien, qui, « a priori, n'a pas encore idée de ce qui se passe dans l'établissement mais a une alarme déclenchée ». « Les premiers engins engagés se présentent à 2 h 52 sur place. Les équipes sont confrontées à un violent feu qui prend très, très vite de l'ampleur et qui va très vite partir dans le bâtiment A5, lieu supposé du départ de feu. (...) Au départ, on est confrontés à un feu d'hydrocarbures qui fait énormément de fumée noire et qui va nécessiter des moyens spécialisés de projection en émulseurs et en mousse ». Trois replis successifs sont nécessaires. Compte tenu de l’ampleur su sinistre, la solidarité nationale est mobilisée. À 4 h 15 du matin, le réseau incendie interne tombe, seule l’eau des réseaux publics extérieurs est disponible. Il précise également que des actions majeures ont été faites au départ par les employés de Lubrizol, qui ont fait évacuer tout le stock de pentasulfure de phosphore et l'ont mis à l'abri, sinon les conséquences auraient encore plus catastrophiques. Le feu a été maîtrisé le 26 à la mi-journée. 800 pompiers ont été mobilisés.

#### Enquête administrative: question de la protection des policiers
Selon des notes de la direction départementale de la sécurité publique (DDSP) de Seine-Maritime, consultées par le journal L’Express, la gestion de l'incident par la préfecture a été « chaotique ». En effet, aucun masque filtrant en papier de type FFP1 ou FFP2 n'a été mis à disposition des unités envoyées sur les lieux, malgré un risque chimique souligné par le plan particulier d'intervention mis en place par la préfecture. La DDSP a tout simplement décidé de ne pas mettre en oeuvre le protocole NRBC. Peu avant 8 heures, un major de la compagnie d'intervention prend la relève, et s'inquiète de la situation. Selon Libération, il demande alors à ce que les policiers soient équipés de masques NRBC: seuls 25 d'entre eux sont disponibles. Le reste des agents ne seront équipés qu'entre 10h30 et 11 heures du matin, soit plus de huit heures après l'incendie. Dans la journée, instruction est enfin donnée aux policiers de ne pas rester « plus de quatre heures sous le panache de fumée et de porter ce masque de papier »,.

### Réactions
Le 17 octobre, un collectif de 11 syndicats et associations publient une tribune sur franceinfo dans laquelle ils pointent la responsabilité des industriels et de l'État dans une tribune et appellent à un sursaut dans la politique de gestion des risques industriels.

## Semaine 5 (24 - 30 octobre)

### Enquête de santé
Le 25 octobre, l'État annonce lancer une enquête de santé auprès de la population vivant autour de l'usine de Lubrizol à Rouen à compter du mois de mars 2020. Cette enquête, qui concernera les 215 communes qui se sont retrouvées sous le panache de fumée, doit permettre de recueillir les nuisances qui ont été vécues par les personnes exposées, les symptômes ressentis, l'impact sur la qualité de vie, les relations sociales, familiales, professionnelles et puis les conséquences psychosociales et la santé perçue, selon Anne Laporte, directrice des régions de l'agence Santé publique France. Le parti Europe Écologie Les Verts (EELV) dénonce l’absence de prélèvements sanguins dans l'immédiat ainsi que le fait que seules les personnes qui se sont présentées aux urgences sont identifiées, alors que « 74 % des médecins de l’agglomération de Rouen affirment avoir reçu des patients se plaignant de symptômes liés à l’accident  ». Parallèlement l'association "Rouen Respire" compte faire sa propre enquête de santé sans attendre celle de l’Etat. Certains habitants ont d’ailleurs déjà installé eux-mêmes des capteurs pour mesurer la qualité de l’air dans leur quartier,,.

### Procédure judiciaire
Le mardi 29 octobre, le parquet de Paris annonce dans un communiqué de presse que l'enquête préliminaire débutée au lendemain de l'incendie est clôturée et qu’une information judiciaire est ouverte contre X pour sept chefs d'accusation et est confiée à trois juges d'instruction du pôle santé publique du parquet. Dans le cadre de l'enquête préliminaire, les enquêteurs du Service régional de police judiciaire (SRPJ) , de l'Office central de lutte contre les atteintes à l'environnement et à la santé publique (OCLAESP) et de l'Institut de recherche criminelle de la gendarmerie nationale (IRCGN) ont auditionné près d'une centaine de témoins et analysé une soixantaine de vidéos extraites des systèmes de vidéo-surveillance pendant près d'un mois, sans pour autant arriver à déterminer l'origine du feu.
Les chefs d’accusation sont les suivants :
- destruction involontaire par incendie due à la violation manifestement délibérée d’une obligation de sécurité ou de prudence ;
- blessures involontaires ayant entraîné une incapacité inférieure ou égale à 3 mois par manquement délibéré à une obligation de prudence ;
- mise en danger de la vie d’autrui par violation manifestement délibérée d’une obligation de sécurité ou de prudence ;
- exploitation d’une installation classée sans respect des règles générales et prescriptions techniques ;
- exploitation non conforme d'une installation classée ayant porté une atteinte grave à la santé, la sécurité ou dégradé substentiellement la faune, la flore, la qualité de l'air, du sol ou de l'eau ;
- rejet en eau douce de substances nuisibles au poisson ;
- déversement de substance nuisible dans les eaux souterraines, superficielle ou de la mer.

Au 29 octobre 2019, 545 plaintes ont été déposées.

## Semaine 6 (31 octobre - 6 novembre)

### Un livre blanc critique sur la mise en œuvre des PPRT
Le 5 novembre, l'Association nationale des collectivités pour la maîtrise des risques technologiques majeurs (Amaris) publie un livre blanc sur la mise en protection des activités riveraines des sites Seveso seuil haut. Il s’agit de l’aboutissement d’une étude engagée en 2017 par la métropole de Lyon et Amaris, bien avant donc l’accident de Rouen, sur la base de témoignages sur le terrain, dans plusieurs territoires, pour mieux appréhender la façon dont les entreprises répondent aux obligations fixées dans le cadre des plans de prévention des risques technologiques (PPRT). Six territoires ont été étudiés : Port-Jérôme, Dunkerque, Le Havre, Montoir-de-Bretagne, la vallée de la Chimie (agglomération lyonnaise) et Fos-sur-mer. Ce rapport dénonce plusieurs manquements en matière de l’application des moyens de prévention et des déficiences notables pour la gestion de crise et la bonne diffusion de l’information. Le rapport précise en particulier que « les entreprises riveraines disposent d'un très faible niveau d'appropriation des enjeux des PPRT et de la culture du risque en général. Très peu d'acteurs économiques ont engagé des démarches. Quand tel est le cas, ils le font exclusivement dans le cadre d'initiatives collectives et partenariales ».
La première défaillance concerne le faible taux de mise en œuvre des prescriptions foncières (expropriation ou délaissement) : sur les 300 mesures foncières au niveau national, moins de 24 ont été mises en œuvre. Par ailleurs peu de mesures alternatives que peuvent proposer les exploitants, afin d’éviter un impact trop important sur le tissu économique local ont été mises en œuvre, voire proposées.
Le rapport dénonce également des acteurs économiques sans accompagnement, des équipements publics accueillant parfois des publics plus vulnérables, comme des enfants et des personnes âgées, ne bénéficiant d’aucun accompagnement technique et financier, les maires et communes mis à l’écart en gestion de crise, des moyens d'alerte inadaptés.
Le rapport émet 20 recommandations, parmi lesquelles une refonte intégrale des dispositifs d’alerte et une bien meilleure communication en amont sur les risques, et également pendant une crise avec une approche multicanale de la communication, un sujet sur lequel s’étaient déjà exprimés le président d’Amaris, après l’alerte à la suite de l’accident de l'usine Lubrizol à Rouen
 mais aussi Christian Sommade, délégué général du Haut comité français pour la résilience nationale. Amaris propose ainsi l’application de la solution cellbroadcast, en vigueur au Japon, aux Etats-Unis ou aux Pays-Bas, permettant de diffuser rapidement un message « intelligible et facilement identifiable à l’ensemble des téléphones situés dans un espace géographique donné »,
.

### Vidéographie
- Vue de l'usine Lubrizol-Rouen après l'incendie; France 3 Normandie ; déposé le 28 sept. 2019